# Marco Magnone
Marco Magnone (Asti, 1981) è uno scrittore italiano.

## Biografia
Laureatosi in Scienze politiche all'Università degli Studi di Torino, ha poi scelto una specializzazione letteraria. Ha poi lavorato per l’Istituto Italiano di Cultura di Berlino e collaborato con la Literaturwerkstatt.
Tornato a Torino, si dedica a tempo pieno alla narrativa per ragazzi; insieme a Fabio Geda è autore della saga Berlin e insegna alla Scuola Holden. In precedenza aveva scritto guide e diari di viaggio.

## Opere
- "Off. In viaggio nelle città fantasma del Nordovest" Espress, 2012
- BIM BUM BERLIN, Mettiti in gioco nella città del Muro" Zandegù, 2013
- "Il Manifesto dell'Aperitivo Comunista" Zandegù, 2014
- "L'Europa in viaggio - Storie di ponti e di muri" add editore, 2019

### Romanzi per ragazzi
- "Berlin - 1. I fuochi di Tegel", Mondadori (con Fabio Geda), 2015
- "Berlin - 2. L'alba di Alexanderplatz", Mondadori (con Fabio Geda), 2016
- "Berlin - 3. La battaglia di Gropius", Mondadori (con Fabio Geda), 2016
- "Berlin - 4. I lupi del Branderburgo",  Mondadori (con Fabio Geda), 2017
- "Berlin - 5. Il richiamo dell'Havel", Mondadori (con Fabio Geda), 2017
- "Berlin - 6. L'isola degli dei", Mondadori (con Fabio Geda), 2018[2]
- "La mia estate indaco" Mondadori, 2019
- "Il lato oscuro della luna, Mondadori (con Fabio Geda), 2020

### Collaborazioni
- "A.A.A il diario fantastico di Alessandro Antonelli, architetto", Espress (con Fabio Geda e Ilaria Urbinati), 2012
- "L'altra Torino. 24 centri fuori dal centro" Espress (con Edoardo Bergamin, Daniela Garavini, Fabrizio Vespa) 2013
- "Le notti bianche" Zandegù (illustrato da Alessio Barale) 2014
- "Staubgeboren: Die Stadt der Vergänglichen" Ueberreuter Verlag, (con Fabio Geda, traduttrice Christiane Burkhardt) 2017